# Бугорчатый геккончик
Бугорчатый геккончик (лат. Bunopus tuberculatus) — вид ящериц из семейства гекконовых.
Длина тела достигает 5,6 см, длина хвоста до 8,2 см. Верхняя сторона туловища покрыта мелкой однородной чешуей и 10—13 рядами сильно увеличенных ребристых бугорков, которые образуют более или менее хорошо выраженные поперечные ряды. 
Любит пустыни и полупустыни, также встречаются в горных районах, в поймах горных рек на высоте около 700 метров над уровнем моря. Активен ночью. Питается термитами, пауками, прямокрылыми и муравьями.
Выходит на поверхность в середине февраля, а уходит на зимовку в середине октября. Спаривание начинается в апреле. Яйцекладущая ящерица.
Вид распространён в Иране, Ираке, Пакистане, Афганистане, Туркменистане.